# Leopoldo da Silva Pereira
Leopoldo da Silva Pereira (Serro, 18 de novembro de 1868 - Belo Horizonte, 24 de novembro de 1932) foi um renomado intelectual mineiro, escritor, tradutor, odontólogo, advogado e professor de latim, francês, português, história e geografia.
Autor de diversas obras como a "História da literatura" e uma "Sintaxe da língua portuguesa", com duas edições, a primeira de 1898 e a segunda de 1928, além de tradutor de obras clássicas como as "Viagens" de Auguste de Saint-Hilaire (francês), "Catecismo" do Padre Antônio Claret (catalão), "Francesca de Rimini" de Sílvio Pellico (italiano), "Eneida" de Virgílio, "Poetas e prosadores latinos" e "Anais" de Caio Cornélio Tácito (latim).
Foi o fundador e primeiro diretor (até 1909) do grupo escolar da cidade de Araçuaí, posteriormente nomeado em sua homenagem como Escola Estadual Professor Leopoldo Pereira . Também exerceu o cargo de Agente Executivo (cargo hoje intitulado de prefeito) do município de Araçuaí na Década de 1920 e é um dos membros patronos da Academia Serrana de Letras .

## Biografia
Leopoldo Pereira nasceu em Minas Gerais, Município do Serro, em 18 de novembro de 1868. Aos 13 anos iniciou seus estudos no Seminário de Diamantina (1881-1888), onde logo revelou a sua vocação pedagógica como aluno-professor ministrando lições no Seminário menor. Aos 20 anos deixou esse importante centro de cultura dos padres Lazaristas para se estabelecer em São José dos Paulistas, como prático de farmácia e professor. Aos 22 anos  iniciou sua vida intelectual no Rio de Janeiro como professor do Colégio do Rio Comprido em 1890, onde ficou pouco mais de um ano, como professor de latim e português
Posteriormente, por motivos de saúde, retornou a Minas Gerais e lecionou latim, história e português em São João Del Rey, depois de um pequeno interregno de atividades comerciais. Em 1893, foi para Ouro Preto, a fim de prestar um concurso para reger a cadeira de português da Escola Normal de Araçuaí, que se fundava naquele ano. Foi aprovado e empossado em 1894.
Com a extinção da Escola Normal de Araçuaí em 1905, foi para o Rio de Janeiro com o propósito de cursar odontologia, retornando a Araçuaí como dentista. Exerceu também a advocacia no foro local. Instalou o grupo escolar nessa cidade e foi seu primeiro diretor até 1909, quando foi aprovado em um importante concurso e foi investido na cátedra de Francês da então Escola Normal de Belo Horizonte (hoje Instituto de Educação de Minas Gerais), em Belo Horizonte, exercendo o magistério ininterruptamente naquele educandário modelo, bem como em outras instituições particulares. Lecionou português, francês,latim, história e geografia. Ocupou essa cadeira até pouco antes do seu falecimento. Também lecionou português no Instituto Claret, nos colégios Colégio Benjamin Dias e Colégio Dom Viçoso, em Belo Horizonte. Colaborou intensamente na imprensa de Araçuaí, no jornal O Arassuaí, no seminário O Mucuri de Teófilo Ottoni e em outras folhas do interior, bem como em Belo Horizonte e na imprensa do Rio de Janeiro. Casou-se duas vezes e teve nove filhos, dentre os quais se destaca o renomado jurista Caio Mário da Silva Pereira.
Faleceu Leopoldo da Silva Pereira em 24 de novembro de 1932, deixando diversos livros publicados e algumas obras inéditas, com que assinalou a sua passagem pelas províncias da cultura dominadas pelo seu espírito.

## Produção literária
Professor de português, deixou uma "História da Literatura" (inédita) e uma "Sintaxe da Língua Portuguesa", com duas edições, a primeira de 1898 e a segunda de 1928. Esta obra mereceu do eminente Manuel Said Ali Ida a classificação de "racional, muito clara e acessível a todas as inteligências", vaticinando o grande mestre que este livro haveria de produzir "o efeito de antídoto contra a indigestão pseudo-filológica" tão generalizada.
Professor de francês, traduziu as "Viagens" de Auguste de Saint-Hilaire a São Paulo sob a epígrafe São Paulo nos tempos coloniais (Editora Monteiro Lobato, 1922) e as Viagens do ilustre Membro da Academia Francesa ao Paraná e Santa Catarina (inédito).
No ensaio histórico-geográfico publicado sob o título Município de Araçuaí revela ao mesmo passo as suas qualidades de mestre geógrafo e sociólogo, realizando pesquisas geo-econômicas numa extensa e pouco conhecida região do país. Publicado o ensaio há mais de cem anos (Editora Beltrão, 1913), seus juízos e conceitos recebem ainda a confirmação dos técnicos e a aprovação dos doutos, assim no Brasil como no exterior.
Após publicar um volume de "Versos" (1905), compôs, no campo da literatura de ficção, dois romances: Amor de Infância em 1907 e Destino Perseguidor (Beltrão & Cia., 1915), na linha precursora dos romances de costumes, em que se vê refletida a paisagem humana da região norte-mineira, a vida simples de seus habitantes, e sua concepção ainda um tanto primitiva da vivência social, como o escritor pôde conhecer e observar.
Traduziu do catalão o "Catecismo" do Padre Antônio Claret publicado pelos religiosos C. M. A. (Madrid, 1915) e do italiano o imortal Francisca de Rímini, de Silvio Pellico.
Mestre e cultor do latim, que versava com familiaridade e por prazer, elaborou uma "Seleta" para fins didáticos (inédita) e deixou três monumentais traduções: Eneida de Virgílio, Poetas e Prosadores Latinos e Anais (Tácito) de Caio Cornélio Tácito.
A tradução dos Anais (Tácito), que foi sua derradeira produção, somente veio a lume em 1964 (Imprensa Nacional, Rio de Janeiro), recebida pela crítica dos maiores com as expressões consagradoras de um mestre incomparável. É sem nenhuma dúvida um trabalho hercúleo de um latinista de fôlego e humanista profundo. O texto vernáculo lembra a concisão e segurança do próprio Tácito; as notas explicativas acusam excepcional familiaridade com a história romana e o manuseio dos melhores escritores.
Em Poetas e Prosadores Latinos, tirada pela primeira vez em São Paulo (estado) (Comp. Melhoramentos de São Paulo, 1924) e reeditada pela Imprensa Nacional (Rio de Janeiro, 1966), o humanista mineiro reúne trechos de clássicos latinos escolhidos com excepcional bom gosto, sob a inspiração de fornecer ao leitor os conceitos e juízos que os romanos tinham do mundo e da vida, e com o propósito de incutir nos modernos as "ideias da antiguidade" (sub-título da obra).
Da Eneida saiu a primeira edição em Belo Horizonte, em 1916 (Imprensa Nacional, em 1916) e a segunda em São Paulo (Comp. Melhoramentos de São Paulo, 1922). Após muito tempo esgotada, a terceira edição foi lançada em 1968 em comemoração ao centenário de nascimento do tradutor.
O professor Leopoldo da Silva Pereira traduziu a Eneida em prosa, mas uma prosa rica, numa linguagem de correção absoluta e estilo encantador, revelando as qualidades ímpares de um artista que consegue verter um dos mais admiráveis poemas de todos os tempos, conservando-lhe toda a beleza e graça original. Não é sem razão que uma obra resiste à ação de vinte séculos, como se comentou, não há muito, ao ensejo do bimilenário de Virgílio. E a tradução de Leopoldo da Silva Pereira, pela amenidade e transparência, é bem o testemunho de como a aridez do cotidiano sobreleva o sentido do belo. A leitura da Eneida empolga, concedendo ao espírito uma pausa, dentre as injunções do econômico e do competitivo.

## Obras
- Syntaxe da língua portugueza. 2 ed. Belo Horizonte: Imprensa Oficial, 1923 (a 1ª edição é de 1898).
- Versos. Lisboa: Typ. da “A Editora”, 1905 (poesia, original).
- Amor de Infância. Teófilo Otoni: O Mucuri, 1907 (romance, cópia xerográfica).
- O município de Araçuaí (ensaio). 2 ed. Belo Horizonte: Imprensa Oficial, 1969 (a 1ª edição é de 1913).
- Destino perseguidor. Belo Horizonte: Beltrão & Cia, 1914 (romance, cópia xerográfica).
- Estampas Catecheticas. Tradução do catalão, da obra de Padre Antonio Claret. Madrid: Editorial do Coração de Maria, 1915 (?) (cópia fotografada, impressa e encadernada em brochura).
- Eneida. 2 ed. Tradução do latim, da obra de P. Virgílio Maro. São Paulo: Melhoramentos, 1922 (a 1ª edição é de 1916).
- São Paulo nos tempos coloniaes. Tradução do francês, da obra Viagens de Saint-Hilaire a São Paulo. São Paulo: Editora Monteiro Lobato, 1922 (original).
- Poetas e prosadores latinos – Ideias da antiguidade. 2 ed. Tradução do latim. Rio de Janeiro: Departamento de Imprensa Nacional, 1966 (a 1ª edição é de 1924).
- Anais. Tradução do latim, da obra de Caio Cornélio Tácito. Rio de Janeiro: Ediouro, s/d (a 1ª edição é de 1964, obra póstuma, publicada pelo seu filho Dr. Caio Mário da Silva Pereira).

### Obra ainda não localizada
- Francesca da Rimini. Tradução do italiano, da obra de Silvio Pellico. Referência da Obra original: PELLICO, Silvio. Tragedie Francesca da Rimini Corradino. Torino: Torinese, 1922. 110 p. (cópia xerográfica).

### Obras inéditas
- História da Literatura
- Viagens de Saint-Hilaire ao Paraná e Santa Catarina
- Seleta de autores latinos.

## Discursos
- Discursos pronunciados pelos Srs. Leopoldo Pereira e Firmino Costa por occasião da inauguração dos Grupos Escolares de Arassuahy e Lavras. Belo Horizonte: Imprensa Official do Estado de Minas Geraes, 1907. 14 p. (cópia fotografada e impressa).

### Palestra
- “A Flor como Symbolo”. Palestra de Leopoldo Pereira no Club Bello Horizonte a 18 de dezembro de 1909. Bello Horizonte: Typ. Beltrão & Comp., 1909. 18 p.(cópia xerográfica).